# Evanghelia lui Bartolomeu
Evanghelia lui Bartolomeu este o lucrare pierdută printre apocrifele Noului Testament, menționată în mai multe surse în primii ani ai creștinismului . Este posibil să fie același text numit Întrebările lui Bartolomeu sau Învierea lui Hristos sau chiar o terță parte distinctă de ambele.

## Citații
În prologul la „Comentariul său la Matei”, Ieronim menționează o „Evanghelie după Bartolomeu”  printre alte Evanghelii . Autorul Decretului Gelasian include „Evangheliile în numele lui Bartolomeu” într-o listă de scripturi condamnate sau inacceptabile.  Călugărul Epifanie spune că Maica Domnului a făcut testament, după cum a afirmat Apostolul Sfântul Bartolomeu.  Acest apocrif este citat și de Pseudo-Dionisie . 

## Întrebările lui Bartolomeu
Textul supraviețuitor supraviețuiește în manuscrise greacă, latină și slavonă bisericească veche, deși niciunul dintre acestea nu este identic în alegerea cuvintelor. Stilul este similar cu Apocalipsa, deși intenția este să impresioneze mai degrabă decât să sperie. Este alcătuit ca un dialog între Isus și cei doisprezece Apostoli (care variază semnificativ în funcție de momentul în care a fost compus manuscrisul), întotdeauna provocat de o serie de întrebări curajoase și impresionante ale lui Bartolomeu .
Textul pare să fi fost foarte popular, judecând după numărul de copii care au supraviețuit, poate după descrierile generoase și carnale ale supranaturalului.
Textul se bazează foarte mult pe mistica evreiască (cum ar fi Cartea lui Enoh ), căutând să găsească o explicație pentru aspectele supranaturale ale gândirii creștine. Cu toate acestea, mai degrabă decât tratamentul mai clinic pe care l-ar aștepta de la un tratat de această natură, ea abordează aceste subiecte în mod tabloid, abordând o lucrare populară mai degrabă decât o învățătură oficială a bisericii.

### Conținutul
Inițial, textul descrie modul în care Isus a coborât în iad în propriile sale cuvinte, apoi sare la o discuție despre imaculata concepție, când Maria ajunge printre apostoli. Apoi cer să vadă iadul și îngerii rostogolesc pământul pentru a-i permite, returnându-l de îndată ce pot vedea iadul.
În cele din urmă, Bartolomeu cere să-l vadă pe Satana și șase mii de îngeri aducând pe Belial (Satana) înlănțuit din adâncurile iadului, ceea ce îi face pe apostoli să cadă de parcă ar fi murit. Dar Iisus îi pune imediat în picioare și, umplându-i de curaj, îi dă lui Bartolomeu control asupra Satanei. Apostolul îl întreabă pe Satana cum s-a îndepărtat de Dumnezeu și cum a reușit să înșele oamenii. Curând se dezvăluie că, chiar și în vise, dușmanul oamenilor poate trage săgeți în acești micuți \în timp ce dorm, vorbește și despre ierarhia îngerilor .

## Învierea lui Hristos
Textul este cunoscut din trei manuscrise parțiale și câteva fragmente suplimentare, toate în coptă . Textul conține viziuni ale lui Bartolomeu și Faptele lui Toma, dar se ocupă în mod predominant de Patimă și Euharistie . Nu există semne de influență gnostică în lucrare, care, în schimb, încearcă să completeze unele dintre detaliile supranaturale ale Patimilor, pe lângă faptul că subliniază valoarea și semnificația liturghiei bisericești 

### Conținutul
Textul începe la scurt timp după învierea lui Iisus Hristos, unde Bartolomeu, la întâlnirea cu Domnul și Mântuitorul nostru, cere ca tainele despre rai și iad să-i fie descoperite. De asemenea, îi spune lui Isus că în drumul spre răstignire l-a urmat pe Isus și a avut viziuni cu îngeri care coborau să i se închine.
În continuare, lucrarea îl descrie pe Isus coborând în iad și, găsindu-l pe Iuda acolo, predicându-i. Apoi Isus îi salvează pe toți cei de acolo, cu excepția lui Iuda, Cain și Irod . Urmează un flashback, spus de un grădinar, în noaptea în care îngerii, carele de foc și Dumnezeu au coborât pe Pământ și L-au înviat pe Isus 
Bartolomeu este prezent la scenă și i se arată cel mai înalt nivel al cerului pentru a putea vedea liturghia care a avut loc acolo pentru a celebra învierea. Bartolomeu are apoi un flashback despre o vizita divină pe Muntele Măslinilor . 
Între timp, Thomas este ocupat să-l învie pe Siophanes (posibil o eroare de transcriere și intenționat să însemne Theophanes ), fiul său. La revenirea la viață, Siophanes descrie viața de după moarte și Tomé continuă apoi să boteze toată mulțimea adunată acolo, care număra 12.000 de oameni  .
În cele din urmă, pentru a urmări Înălțarea lui Isus, Toma este transportat într-un nor. În acest moment, el este surprins să-l vadă pe Isus înviat (în ciuda faptului că și-a adus fiul înapoi la viață) și sărbătorește Euharistia împreună cu el și cu ceilalți apostoli. Apoi se împrăștie pentru a evangheliza  .